# Hwawan
Prinsessan Hwawan av Korea, född 1737, död 1808, var dotter till kung Yeongjo av Korea och konkubinen Kungliga Ädla Gemålen Yeong av klanen Lee. Hon var gift med Ilseongwi Jeong Chidal och hade en biologisk dotter, som dog vid två års ålder, och en adopterad son, Jeong Hugyeom (1749-1776).  
Hwawan stod i ett spänt förhållande till sin helbror, tronföljaren Kronprins Sado, som var avundsjuk på hennes nära relation till deras far, och tillsammans med sin styvmor drottning Jeongsun deltog hon i en intrig som ledde till Sados avrättning 1762. Hennes skuld i Sados död ledde till att hon förvisades från hovet av sin brorson, kung Jeongjo, efter hans maktövertagande 1776. Hon tilläts återvända 1782 men sändes i permanent exil år 1784.